# Cyprian Godebski (skulptör)

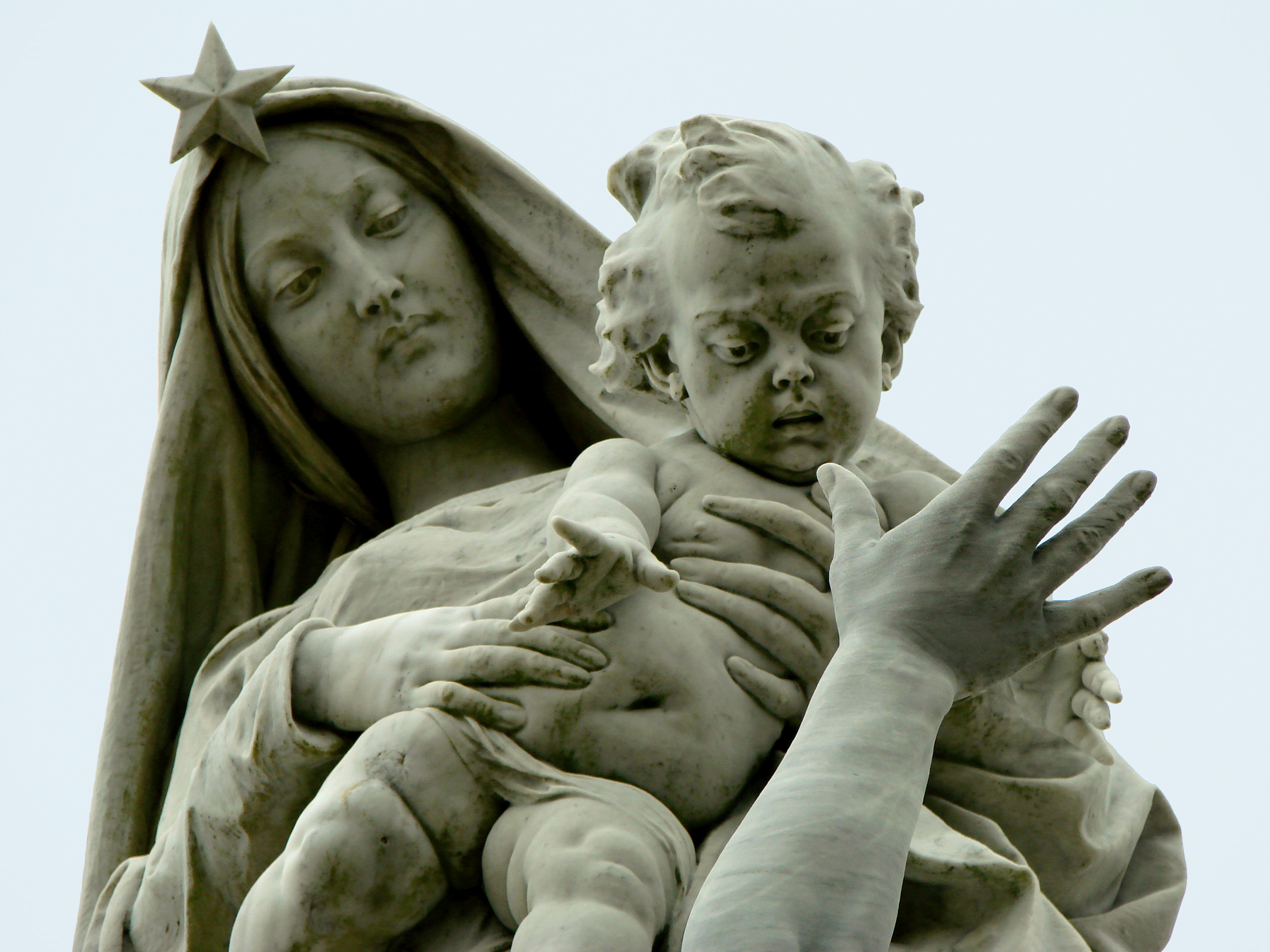
De skepsbrutnas Vår Fru.

Cyprian Godebski,  född 30 oktober 1835, död 25 november 1909, var en fransk skulptör, sonson till poeten Cyprian Godebski.
Godebski utbildades under Jouffroy, debuterade 1857 och utförde ideala eller allegoriska skulpturverk, bland vilka marmorstatyn Uppvaknandet, statyer av generalerna Laudon och Lacy och violoncellisten Servais, Mickiewiczmonumentet i  Kraków, minnesvården över kompositören Moniuszko (i Warschaus katedral), monumentet över Krimkriget (i Sevastopol) samt porträttmedaljongen över Théophile Gautier (på hans grav i Paris). Bland hans senare verk (delvis polykromiska) märks marmorgruppen Våldet och oskulden (i Toulons museum).